# The Millennium Bell
A The Millennium Bell (magyarul: A millennium harang) Mike Oldfield 1999-es, tizenkilencedik nagylemeze.
A lemez a második ezredforduló apropóján az utolsó kétezer év néhány történelmi korát zenésíti meg. Az első tíz szám egy-egy ilyen időszakot örökít meg, az utolsó, The Millennium Bell című darab pedig egy összefoglalást ad, mely főleg a többi szám témáiból áll össze.
A témák a következőek: A kereszténység megszületése ("Peace on Earth"), az inka kultúra ("Pacha Mama"), Amerika felfedezése ("Santa Maria"), rabszolga-kereskedelem ("Sunlight Shining Through Cloud"), Velence fénykora ("The Doge's Palace"), 1800-as évek romantikája ("Lake Constance"), 1920-as évek gengszterei ("Mastermind"), Churchill és a második világháború ("Broad Sunlit Uplands"), a háború vége ("Liberation"), az apartheid vége ("Amber Light").
A darabok főképpen instrumentálisak, de néhány kivétel is akad. A "Pacha Mama" és az "Amber Light" kórust is használ. A "Sunlight Shining Through Cloud" pedig akár rapszámnak is tekinthető, szövegét egy rabszolgaszállító hajó kapitánya, John Newton (1725-1807) írta. A "Lake Constance" nagyzenekarral előadott mű.

## Számok
1. "Peace on Earth" – 4:10
2. "Pacha Mama" – 4:05
3. "Santa Maria" – 2:44
4. "Sunlight Shining Through Cloud" – 4:33
5. "The Doge's Palace" – 3:07
6. "Lake Constance" – 5:16
7. "Mastermind" – 3:03
8. "Broad Sunlit Uplands" – 4:03
9. "Liberation" – 2:38
10. "Amber Light" – 3:42
11. "The Millennium Bell" – 7:37

## Zenészek
Mike Oldfield, valamint:
- London Session Orchestra, Robyn Smith vezényletével
- London Handel Choir
- The Grant Gospel Choir
- Nicola Emmanuel, David Serame, Miriam Stockley, Camilla Darlow, Andrew Johnson – vokál
- Gota Yashiki – dob

## Produkció
- Producer: Mike Oldfield
- Hangmérnök: Ben Darlow
- Személyi asszisztens: Caroline Monk, Jeremy Parker
- Művészeti vezető: Hjordis Fogelberg Jense (Blue Cactus), Caroline
- Nagyzenekari felvételek: Abbey Road Studio

## Érdekességek
- A "Liberation" című számon Anna Frank naplójából Greta Hegerland (Mike Oldfield és Anita Hegerland lánya) olvas fel, aki annyi idős volt ekkor, mint mikor Anna Frank a naplóját írta.